# Lilium habaense
Lilium habaense är en liljeväxtart som beskrevs av Fa Tsuan Wang och Tang. Lilium habaense ingår i släktet liljor, och familjen liljeväxter. Inga underarter finns listade.

## Bildgalleri

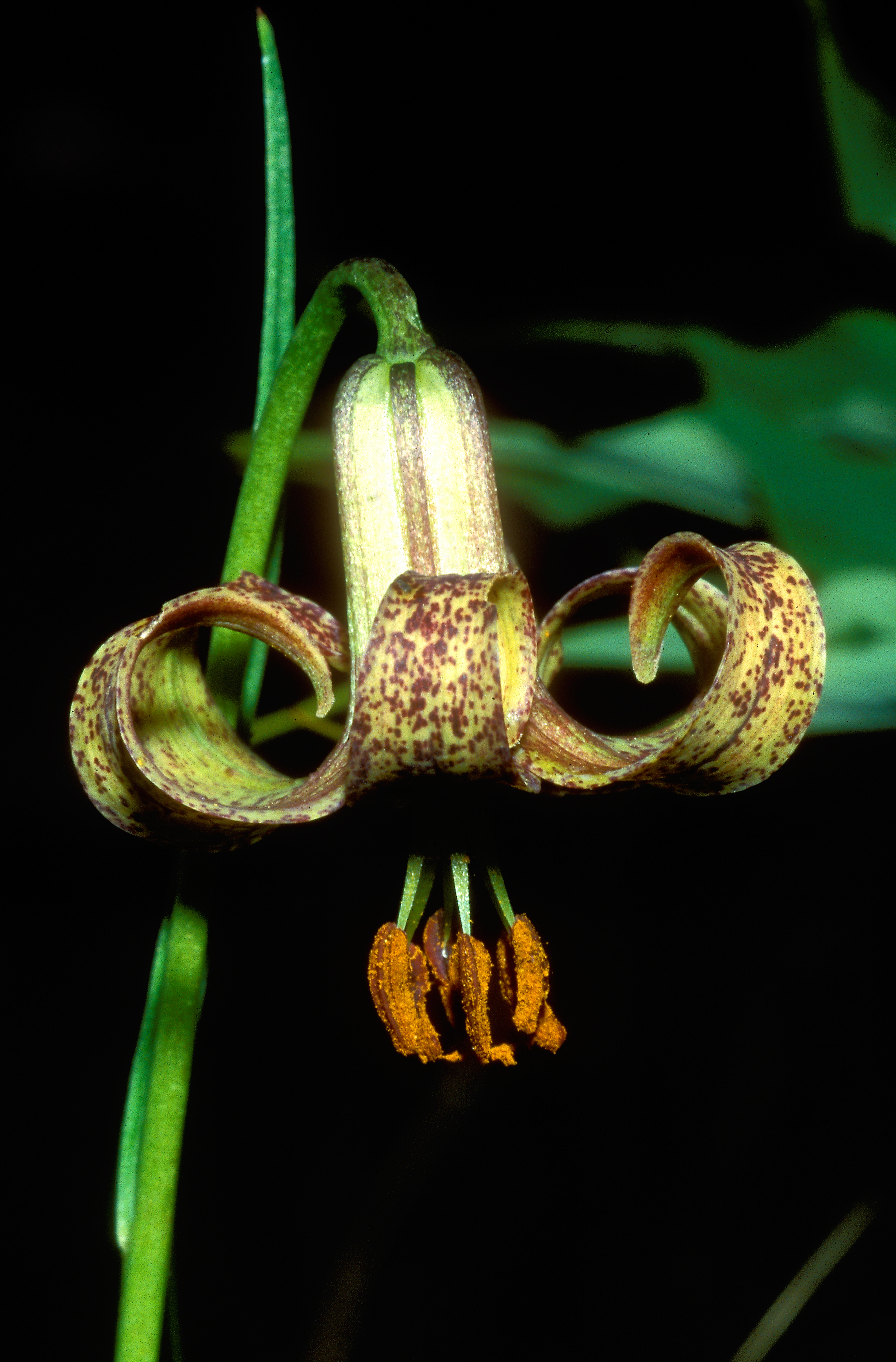
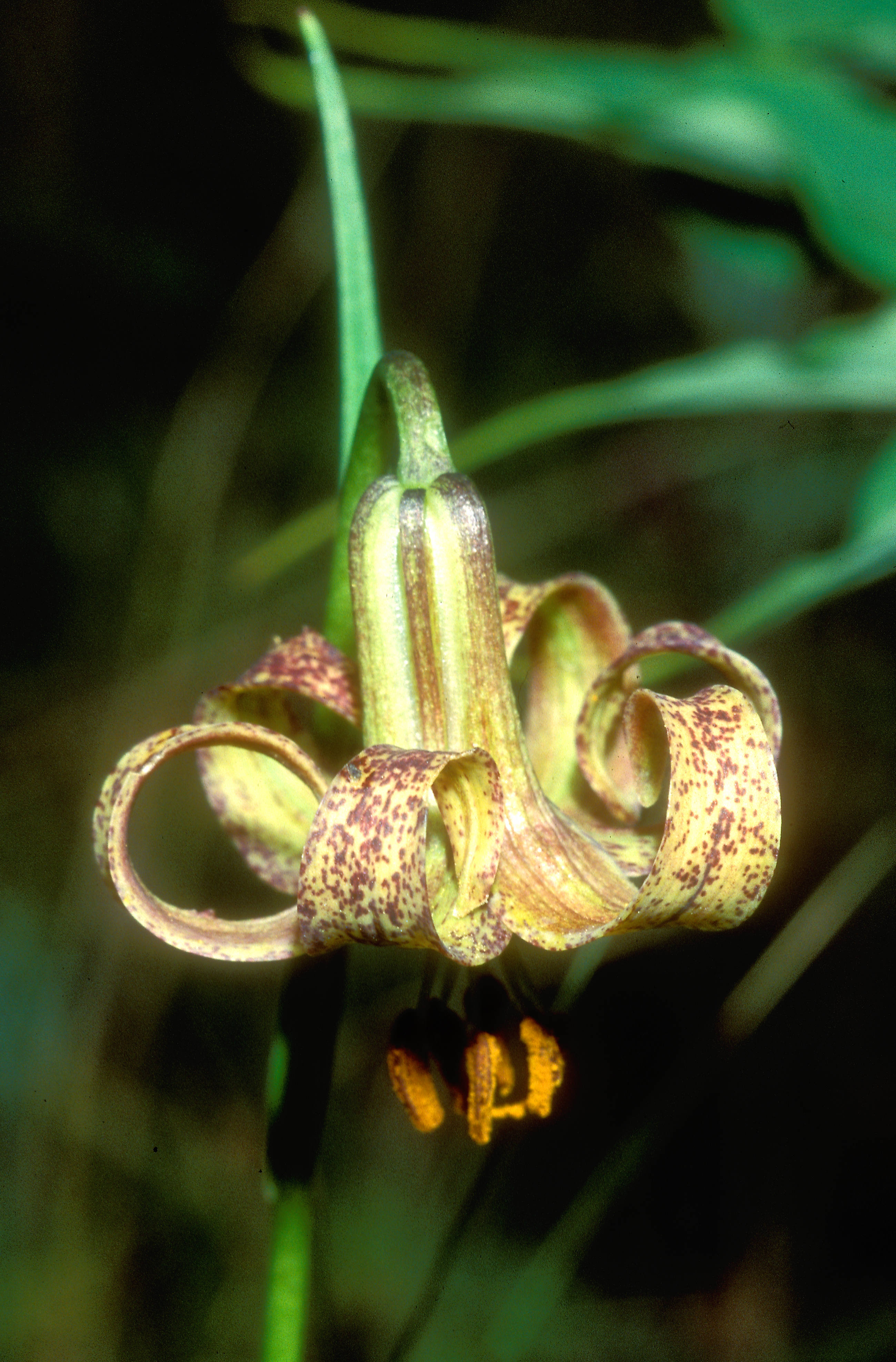
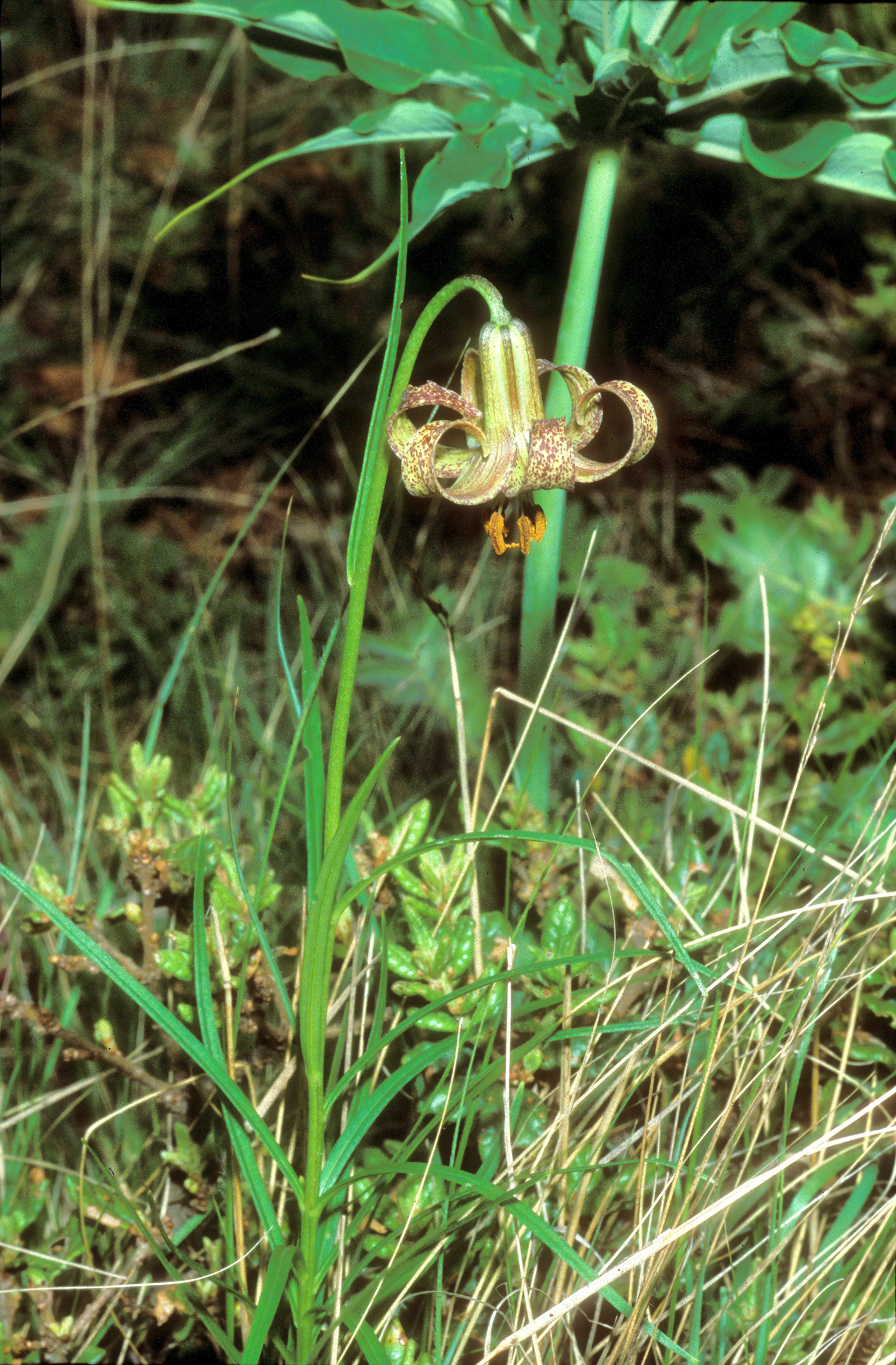
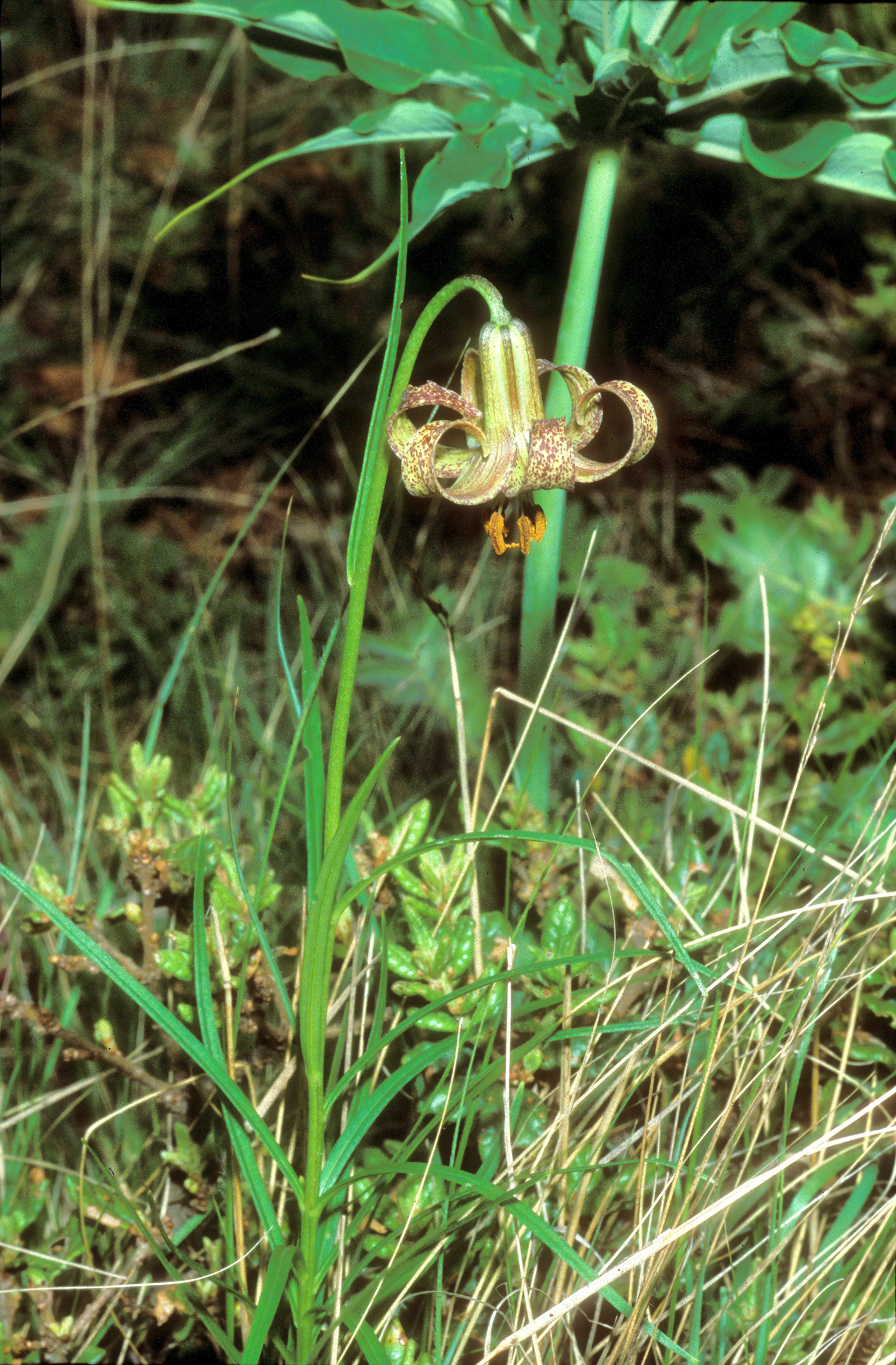